# Mylocrita
Mylocrita is een geslacht van vlinders van de familie grasmineermotten (Elachistidae).

## Soorten
- M. acratopis Meyrick, 1922